# Carl Henric Flintberg
Carl Henric Flintberg, född 1745 i Stockholm, död där 20 januari 1782, var en svensk författare. Han var bror till Jakob Albrekt Flintberg.
Carl Henric Flintberg var son till överdirektören vid kontrollverket Carl Magnus Flintberg. Han blev 1760 student vid Uppsala universitet och avlade 1761 en juridisk examen där och 1762 han auskultant i bergskollegium. Redan 1765 sparkades han från sin tjänst för "bristande flit", varpå han kom att försörja sig som författare. Han hade dock svårt att klara försörjningen och var långa tiden inspärrad på gäldstugan. I samband med Gustav III:s födelsedag 1774 uppfördes en pjäs författad av Flintberg Solen lyser för hela verlden, för vilken kungen belönade honom med en pension på 1.800 daler och fritt husrum i Ekebladska huset, samt erkännande som hovskald. Den kom därefter att spelas ytterligare två gånger. Trots detta verkar hans ekonomi även fortsättningsvis ha varit skral, han blev även efter detta flera gånger bysatt för sina skulder. Till kungens födelsedag 1778 lät Flintberg trycka ett Ode til fäderneslandet, vilket dock mötte hård kritik. Vid nyåret 1780 fick Johan Henric Kellgren det årliga anslag för författande av teaterpjäser som Flintberg tidigare innehaft, på grund av sin "oordentliga hushållning". Brodern Jakob Albrekt Flintberg försökte förgäves försvara sin äldre bror. Carl Henric Flintberg avled redan två år senare.